# NGC 273
NGC 273 ist eine Linsenförmige Galaxie vom Hubble-Typ S0? im Sternbild Walfisch südlich der Ekliptik. Sie ist schätzungsweise 220 Millionen Lichtjahre von der Milchstraße entfernt und hat einen Durchmesser von etwa 130.000 Lichtjahren. Gemeinsam mit NGC 274 und NGC 275 bildet sie das (optische) Galaxientrio KTS 7.
Im selben Himmelsareal befinden sich u. a. die Galaxien NGC 293.
Das Objekt wurde am 10. September 1785 von dem deutsch-britischen Astronomen Wilhelm Herschel entdeckt.